# Václav Hofreiter
Václav „Willy“ Hofreiter (1895 – ?) byl český a československý boxer, známý také jako model uměleckého díla "Raněný" sochaře Jana Štursy. Po skončení sportovní kariéry špičkový ringový sudí.

## Sportovní kariéra
Jeho sportovní a později i trenérská kariéra je spojena s městem Písek. S boxing začal pravděpodobně až s příchodem do Prahy do učení v oboru zlatník–klenotník, ještě před první světovou válkou. Byl blízkým přítelem boxera Františka Růžičky. V říjnu 1915 společně s Růžičkou vykradl Sanderovo zlatnictví v Praze. Při útěku byl chycen a poslán před soud. Soud ho však místo do vězení umístil do ústavu pro choromyslné, protože se při jednání se choval nepatřičně. Zajímavostí je, že na podzim 1915 se mobilizovaly ročníky 1895–96, a toto byla příležitost, jak se vyhnout odvodu do války.
Po první světové válce se v roce 1919 objevuje v profesionálním boxerském ringu. V listopadu získal titul profesionálního mistra republiky ve střední váze pod hlavičkou ČSTA, když v jediném zápase porazil Brita J. Wallace z pražského spolku YMCA. Titul dvakrát úspěšně obhájil – hned v prosinci 1919 proti Heřmanu Czirolnikovi a po roce proti Františku Tesařovi. O titul republikového mistra střední váhy ho připravil až po dvou letech v prosinci 1921 třetí vyzyvatel Willi Spörl z kladenské tréninkové skupiny Joe Jahelky. Emočně vyhrocený zápas sám na protest ukončil ve druhém kole. Rozhodčí údajně přehlížel nedovolené rány Williho Spörla.
V roce 1922 se připravoval na červnový zápas s kladenským Ruddie Frolíkem o možnost vyzvat držitele mistrovského titulu střední váhy Willi Spörla. S Frolíkem se však utkal již o měsíc dřív, když se spolu domluvili na přátelském utkání, na boxerských zápasech na Kladně. Jejich červnové střetnutí na Žižkově v Praze o možnost vyzvat držitele mistrovského titul dopadl jednoznačně pro jeho soupeře Frolíka, který ho ve 2. kole knockoutoval. Podobně rychle skončil jeho další zápas v říjnu na Žofíně proti Heřmanu Czirolnikovi. Czirolnik ho knockoutoval ve třetím kole. V závěru roku odjel do Sudet, do Reichenbergu (dnešní Liberec), kde navázal spolupráci s místním oddílem Reichenberger SK.
V lednu 1923 porazil na body debutanta v profesionálním ringu Karla Dohnala. V listopadu však opět potvrdil, že již na československou boxerskou špičku nestačí. Václavem Sýkorou byl ve třetím kolem sražen k.o. k zemi. To se již aktivně věnoval práci ringového rozhodčího, ve které se v průběhu let vypracoval v československou špičku.
Vedle práce rozhodčího se věnoval trenérské práci, a to nejen v boxingu. Suchou přípravu pod jeho vedením absolvovali řadu let hokejisté týmu LTC Praha.
Po druhé světové válce se vrátil do Písku, kde pracoval jako instruktor tělesné výchovy na školách.

### Výsledky zápasů
| Profesionální zápasy v boxingu | Profesionální zápasy v boxingu | Profesionální zápasy v boxingu | Profesionální zápasy v boxingu | Profesionální zápasy v boxingu | Profesionální zápasy v boxingu                                                | Profesionální zápasy v boxingu   |
| Výsledek                       | Bilance                        | Soupeř                         | Výsledek                       | Datum                          | Promoce                                                                       | Místo                            |
| ------------------------------ | ------------------------------ | ------------------------------ | ------------------------------ | ------------------------------ | ----------------------------------------------------------------------------- | -------------------------------- |
| prohra                         |                                | Joe Jahelka ml. (USA)          |                                | 14. října 1928                 |                                                                               | Brno                             |
| vítězství                      |                                | Joe Haura (YUG)                |                                | 20. května 1926                | Galavečer v Lucerně                                                           | Palác Lucerna, Praha             |
| vítězství                      |                                | Adolpho Coppini (TCH)          |                                | 6. června 1924                 | Galavečer v Lucerně                                                           | Palác Lucerna, Praha             |
| prohra                         |                                | Václav Sýkora (TCH)            | K.O. (3. kolo)                 | 1. listopadu 1923              |                                                                               | Plzeň                            |
| vítězství                      |                                | Karel Dohnal (TCH)             | PTS (10. kol)                  | 8. ledna 1923                  | Galavečer v Lucerně                                                           | Palác Lucerna, Praha             |
| vítězství                      |                                | Adolpho Coppini (TCH)          |                                | 15. prosince 1922              | Boxerský turnaj na Žofíně                                                     | Palác Žofín, Praha               |
| remíza                         |                                | Hans Wesselitsch (AUT)         |                                | 1. prosince 1922               |                                                                               | Reichenberg                      |
| remíza                         |                                | Peter Hana (AUT)               |                                | 30. listopadu 1922             |                                                                               | Reichenberg                      |
| remíza                         |                                | Adolpho Coppini (TCH)          |                                | 13. října 1922                 |                                                                               | Reichenberg                      |
| prohra                         |                                | Heřman Czirolnik (TCH)         | K.O. (3. kolo)                 | 3. října 1922                  |                                                                               | Palác Žofín, Praha               |
| prohra                         |                                | Ruddie Frolik (TCH)            | K.O. (2. kolo)                 | 24. června 1922                | Jiří Hoyer                                                                    | stadion SK Viktoria Žižkov Praha |
| remíza                         |                                | Ruddie Frolik (TCH)            | (8. kol)                       | 25. května 1922                | Josef Jahelka                                                                 | Kladno                           |
| prohra                         |                                | Willi Spörl (AUT)              | RSC (2. kolo)                  | 19. prosince 1921              | Boxerský turnaj na Žofíně Sportovní listy o titul rep. mistra ve střední váze | Palác Žofín, Praha               |
| vítězství                      |                                | Jerry Havlik (TCH)             |                                | 15. října 1921                 |                                                                               | Teplice                          |
| vítězství                      |                                | Julius Vogelhuber (AUT)        |                                | 13. července 1921              | Boxerský turnaj na Žofíně                                                     | Palác Žofín, Praha               |
| vítězství                      |                                | Jerry Havlik (TCH)             |                                | 1. dubna 1921                  |                                                                               | sál Heinovka, Praha              |
| prohra                         |                                | František Růžička (TCH)        |                                | 19. února 1921                 |                                                                               | sál Heinovka, Praha              |
| remíza                         |                                | Frank Tesar (TCH)              | (10. kol)                      | 5. prosince 1920               | Antonín Hejda Sportovní listy o titul rep. mistra ve střední váze             | Průmyslový palác, Praha          |
| remíza                         |                                | Charles Vichera (USA)          |                                | 7. října 1920                  | Boxerský turnaj na Žofíně                                                     | Palác Žofín, Praha               |
| prohra                         |                                | František Růžička (TCH)        |                                | 11. března 1920                | II. Boxerský turnaj na Žofíně                                                 | Palác Žofín, Praha               |
| remíza                         |                                | Heřman Czirolnik (TCH)         | (10. kol)                      | 21. prosince 1919              | Sportovní listy o titul rep. mistra ve střední váze                           | Palác Adria Praha                |
| vítězství                      |                                | J. Wallace (GBR)               |                                | 10. listopadu 1919             | Championát RČS (prof.)                                                        | Palác Adria Praha                |

## Modelem ke Štursovu "Raněnému"

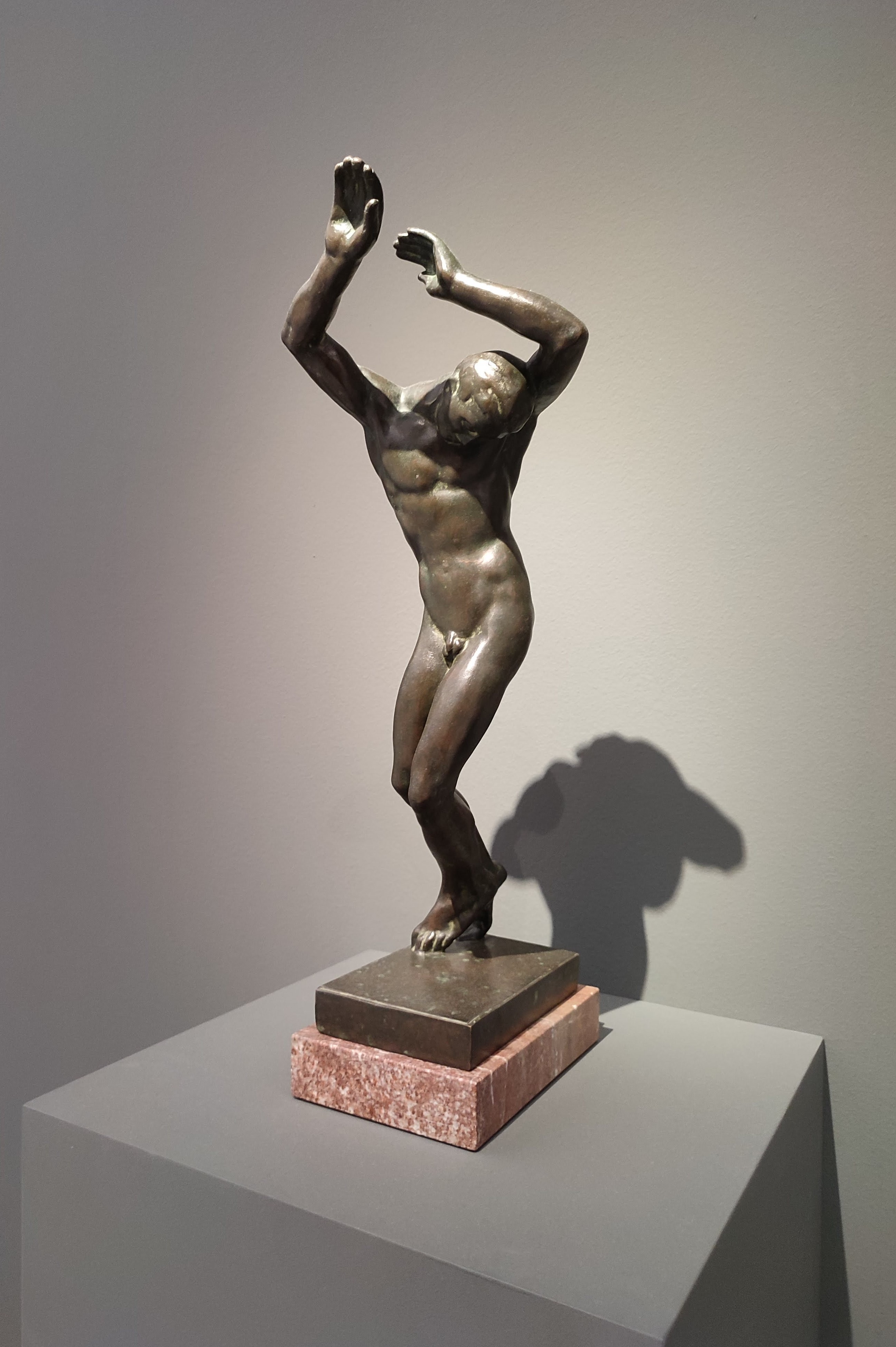
Jan Štursa: Raněný, studie, bronz, NG Praha

K modelingu pro sochaře Jana Štursu ho doporučil jeho oddílový trenér Emanuel Hervert, u kterého již delší dobu Štursa sondoval, jestli nemá v klubu ČAK Vinohrady cvičence s krásnou postavou. Štursovi se zpočátku zdál jeho vršek těla příliš muskulaturní, ale po zkoušce několika poloh, zvláště potom co stál s rukama nad hlavou, ho najal.
Práce na soše začaly koncem roku 1919. Když Štursa modeloval spodní část těla, držel se za kruhy, když modeloval horní část těla, stál na nohou, ruce vzhůru, předkloněn dopředu. Pracovní den začínal každé ráno v 9 h v ateliéru na Vinohradech. Práce na soše trvaly téměř rok. Se Štursou si za ten rok práce vytvořil přátelský vztah. Štursa ho oslovoval familiárně "sígře".